# Pängel Anton

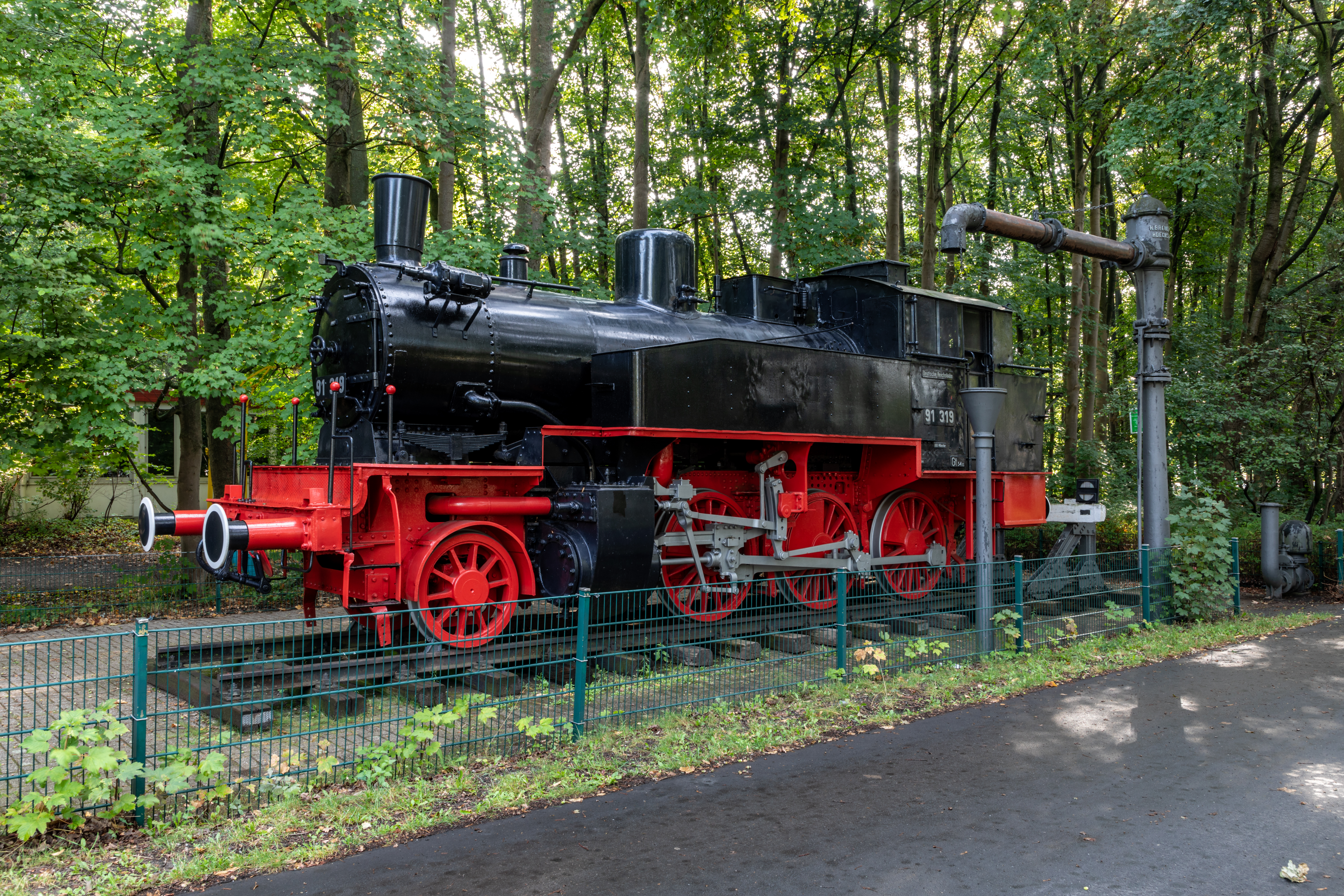
Pängelanton in Münster-Gremmendorf

Der Pängel Anton bzw. Pengel Anton (oder auch „Pingel Anton“) ist ein westfälischer und norddeutscher Ausdruck für die dampflokbetriebene Eisenbahn. Die Bezeichnung wurde umgangssprachlich für verschiedene Eisenbahnstrecken, meist Kleinbahnen, verwendet.
Verbreitet ist der Begriff im Oldenburger Münsterland, im Emsland, im Osnabrücker Land, im Tecklenburger Land, im Münsterland, in Ostwestfalen und im Sauerland. Als Pängel Anton wurden oder werden unter anderem die Tecklenburger Nordbahn, die Hümmlinger Kreisbahn, die Teutoburger Wald-Eisenbahn, die Bahnstrecke Neubeckum–Warendorf und die Warendorfer Bahn, die Ruhr-Lippe-Kleinbahn oder die Strecke Ahaus–Alstätte bezeichnet. Im Lipperland hatte die Bahnstrecke Schieder–Blomberg den Beinamen Blomberger Pengel.
Auf der Bremen-Thedinghauser Eisenbahn wird der Museumsbahnbetrieb als „Pingelheini“ durchgeführt.
Die Bahnen mussten nach den Betriebsvorschriften wegen der unzähligen unbeschrankten Bahnübergängen immer wieder zur Warnung anderer Verkehrsteilnehmer läuten (lautmalerisch pängeln bzw. pingeln).
Bei der teilweise innerstädtisch verlaufenden Ruhr-Lippe-Kleinbahn in Neheim und dem Arnsberger Raum wurde beim Durchfahren der innerörtlichen Bereiche und beim Rangieren permanent eine Glocke angeschlagen, die lautmalend Pengel genannt wurde.

## Der Pängel Anton als Namensgeber

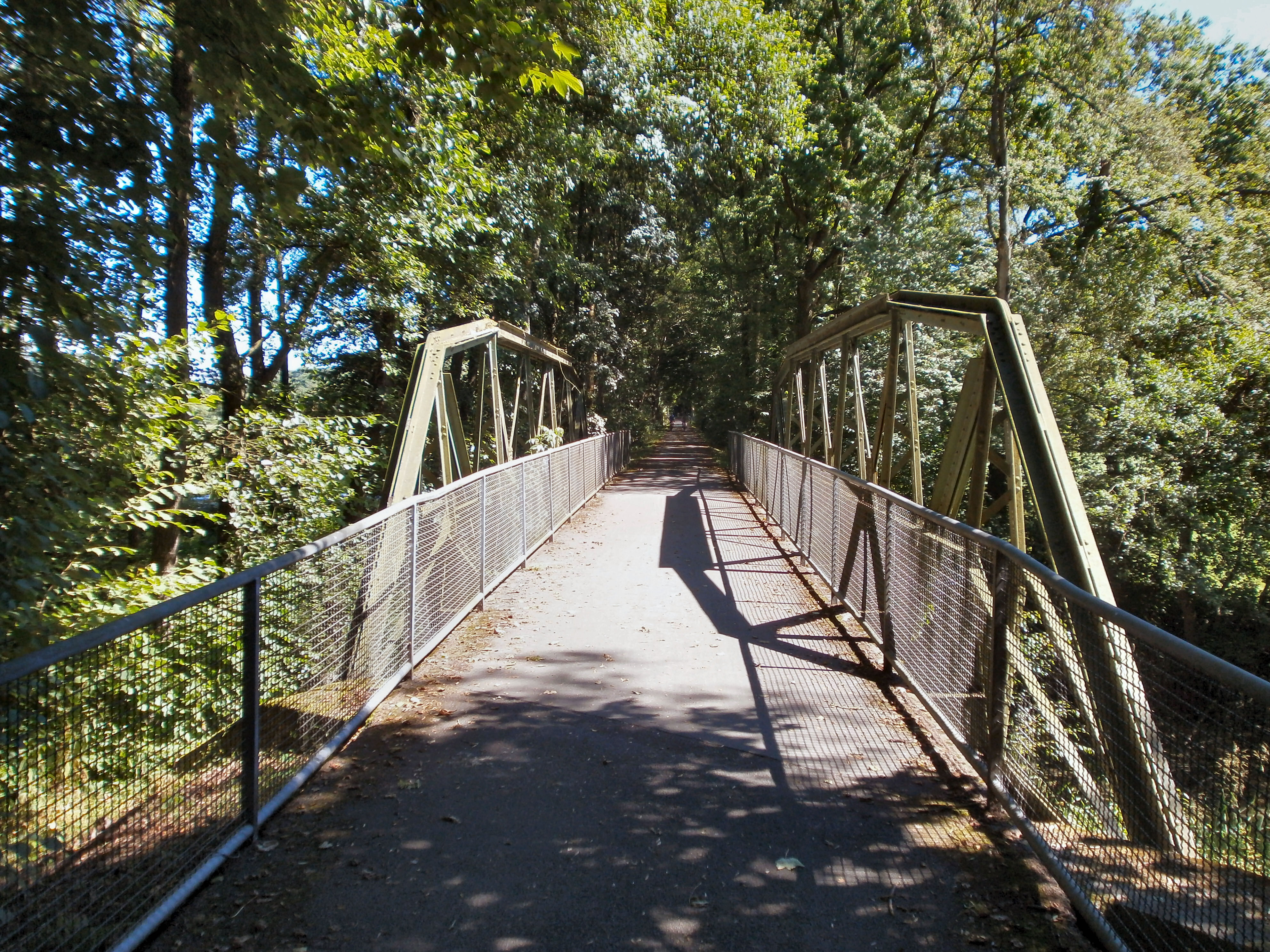
Pengel-Anton-Radweg

- In Cloppenburg wurde eine Realschule im Rahmen der niedersächsischen Schulrechtsreform im Jahr 2004 offiziell in „Haupt- und Realschule Pingel Anton / Galgenmoor“ umbenannt. Inoffiziell trug sie diese Bezeichnung schon seit der Gründung Ende der 1950er Jahre nach dem Straßennamen des ursprünglichen Standorts nahe der ehemaligen Kleinbahn Cloppenburg – Landesgrenze.
- In Münster heißt eine Straße entlang der Bahnstrecke Münster–Warstein Pängelantonweg. Im Stadtteil Gremmendorf steht die Denkmallok 91319 Pängelanton.[3] Eigentümer ist seit 1979 die gleichnamige Karnevalsgesellschaft, welche hier zudem ein Eisenbahnmuseum betreibt.[4]
- In Tönnishäuschen, einem Ortsteil von Vorhelm, wurde das Stationsgebäude an obiger Strecke vom Gasthaus Pängel-Anton übernommen.[5]
- Auf der ehemaligen Bahnstrecke Soest–Brilon Stadt verläuft der Pengel-Anton-Radweg[6].